# Aaron Millar
Pour les articles homonymes, voir Millar.
Aaron Millar (né le 16 mars 1978 à Fort Saskatchewan, dans la province de l'Alberta au Canada) est un joueur professionnel canadien de hockey sur glace.

## Carrière en club
En 2000, il commence sa carrière avec les Outlaws de San Angelo dans la Western Professional Hockey League.

## Statistiques
| Saison    | Équipe                    | Ligue |    | Saison régulière | Saison régulière | Saison régulière | Saison régulière | Saison régulière |   | Séries éliminatoires | Séries éliminatoires | Séries éliminatoires | Séries éliminatoires | Séries éliminatoires |
| Saison    | Équipe                    | Ligue | PJ | B                | A                | Pts              | Pun              | PJ               | B | A                    | Pts                  | Pun                  |                      |                      |
| 1994-1995 | Tigers de Medicine Hat    | LHOu  | 1  | 0                | 0                | 0                | 0                | -                | - | -                    | -                    | -                    |                      |                      |
| 1995-1996 | Tigers de Medicine Hat    | LHOu  | 57 | 12               | 11               | 23               | 28               | 5                | 1 | 0                    | 1                    | 4                    |                      |                      |
| 1996-1997 | Tigers de Medicine Hat    | LHOu  | 65 | 17               | 28               | 45               | 22               | 4                | 0 | 1                    | 1                    | 2                    |                      |                      |
| 1997-1998 | Tigers de Medicine Hat    | LHOu  | 70 | 20               | 29               | 49               | 36               | -                | - | -                    | -                    | -                    |                      |                      |
| 1998-1999 | Tigers de Medicine Hat    | LHOu  | 72 | 28               | 39               | 67               | 36               | -                | - | -                    | -                    | -                    |                      |                      |
| 2000-2001 | Outlaws de San Angelo     | WPHL  | 55 | 18               | 29               | 47               | 14               | 4                | 0 | 0                    | 0                    | 2                    |                      |                      |
| 2001-2002 | Oilers de Tulsa           | LCH   | 49 | 17               | 26               | 43               | 26               | -                | - | -                    | -                    | -                    |                      |                      |
| 2002-2003 | Oilers de Tulsa           | LCH   | 64 | 11               | 30               | 41               | 56               | -                | - | -                    | -                    | -                    |                      |                      |
| 2003-2004 | Oilers de Tulsa           | LCH   | 40 | 6                | 15               | 21               | 18               | -                | - | -                    | -                    | -                    |                      |                      |
| 2003-2004 | IceRays de Corpus Christi | LCH   | 18 | 1                | 2                | 3                | 4                | -                | - | -                    | -                    | -                    |                      |                      |